# Theo Bleser
Theo Bleser (* 1918 in Köln; † 1974 in München) war ein freischaffender deutscher Maler von Filmplakaten und Werbegrafiker.

## Leben
Er arbeitete unter anderem für die Berliner Union-Film und den Burda Verlag sowie für den Heyne Verlag. Er gestaltete beispielsweise Titelseiten der Taschenbuchausgaben des Schweizer Schriftstellers Robert Pilchowski bei Heyne.
Seine intensivste Schaffensperiode hatte Bleser in den 50er und 60er Jahren. Die von ihm hinterlassenen Bilder werden zurzeit erfasst und sollen im Netz veröffentlicht werden. Auf dem Kunstmarkt werden seine Arbeiten bis heute gehandelt. So wurden 2006 in Auktionen mehrere Werke Blesers angeboten, darunter ein Plakatentwurf in Tuschfarben auf grauem Papier für den Film „Die zornigen jungen Männer“ von 1960 mit Porträts der Hauptdarsteller Joachim Fuchsberger, Horst Frank und Hansjörg Felmy, ein Plakatentwurf zum Film „Mein Herz gehört Dir“ von 1944 (wobei der Film der Berliner Union-Film auch unter den Titeln „Ich glaube an Dich!“ und „Ergebnis einer großen Liebe“ bekannt war) sowie die Gouache „Junge Frau mit Boxer“, die um 1955 entstand.

## Familie
Theo Bleser hatte zwei Kinder:
- Peter Bleser (* 1946; † 1979 in München)
- Christian Bleser (* 1963 in München)